# Gare de Pontarlier
Gare de Pontarlier vasútállomás Franciaországban, Pontarlier településen.

## Vasútvonalak
Az állomást az alábbi vasútvonalak érintik:
- Frasne–Les Verrières-vasútvonal
- Neuchâtel-Pontarlier-vasútvonal

## Kapcsolódó állomások
A vasútállomáshoz az alábbi állomások vannak a legközelebb:
- Granges-Narboz (Frasne–Les Verrières-vasútvonal)
- Les Verrières-de-Joux (Neuchâtel-Pontarlier-vasútvonal, Frasne–Les Verrières-vasútvonal)